# うみたま体験パーク「つくみイルカ島」

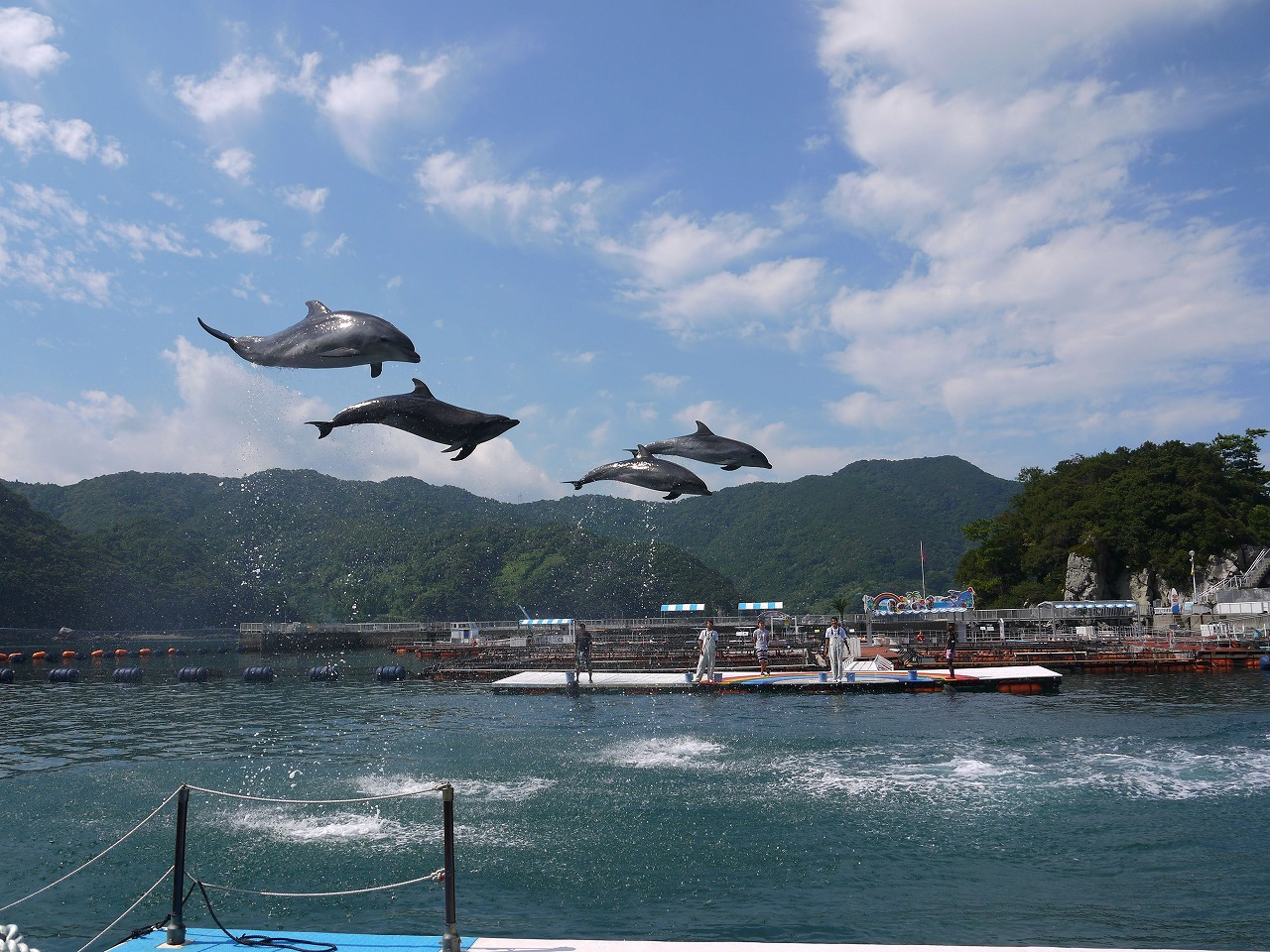
イルカショー

うみたま体験パーク「つくみイルカ島」（うみたまたいけんパーク つくみイルカじま）は、大分県津久見市大字四浦にある水族館である。2011年4月2日にオープンした。

## 概要
大分県大分市で大分マリーンパレス水族館「うみたまご」を運営する株式会社マリーンパレスと津久見市とが共同で開設した施設で、イルカやペンギンなどが飼育され、イルカショー、エサやり、ドルフィンスイムなどのイルカとの触れ合いの体験、うみたまごでショーをするイルカの訓練、イルカの研究・繁殖などが行われる。入場者は年間10万人を見込む。
津久見市南部の四浦半島で第三セクターによって運営されていた海洋型釣り堀の旧「津久見市仙水遊漁センター」の施設跡を、2010年9月から約3億円をかけて改装して整備された。海上部分の「シーエリア」（12,500m2）、管理棟、飲食・物販棟の「シーサイド」（約8,200m2）、駐車場などの「サイドパーク」（約3,000m2）からなり、海面面積では国内最大級の施設である。
津久見市には大型の観光施設がないため、集客の核として期待されている。

## 飼育されている動物
- イルカ
  - バンドウイルカ[5]（11頭[6]）
- マゼランペンギン[5]（2羽[7]）
- キバタン（1羽[7]）

## 営業概要

### 営業時間
- 10:00 - 16:00（季節により延長あり）[8]

### 休業期間
- 1月中旬 - 2月中旬（メンテナンスのため休業）[8]

### 入場料金
- 大人（高校生以上） - 1300円[8]
- 小人（小・中学生） - 800円
- 幼児（4歳以上） - 650円